# Uffe Savery
Uffe Savery (Copenhague, Dinamarca, 5 de abril de 1966) es un músico, compositor y actor danés, conocido por ser miembro del grupo Safri Duo.
En 2010 comenzó a ser director musical de la Filarmónica de Copenhague.

## Biografía
Es padre de dos hijos, y tiene una hermana la cual es actriz, María Savery. Su padre, Jens Als-Nielsen, es químico, y su madre se llama Janne Savery. 
Uffe es estudiante del Sankt Annæ Gymnasium y se formó como solista en el Real Conservatorio de Música de Dinamarca en 1992.
Presidente de la Real Academia Danesa de Música, Savery es miembro del grupo musical Safri Duo,el cual es el compositor y productor del Sencillo "Played-A-Live", junto con su compañero Morten Friis y Michael Parsberg.  
Ha colaborado en la canción Samb-Adagio, junto con Morten Friis, bajo el álbum Episodie II y The Bongo Song, y además de solo componer para las películas y series, también mezcla la música tribal con la música electrónica moderna.  

## Discografía
- 1990: Turn Up Volume
- 1994: Works For Percurssion
- 1995: Lutoslawski, Bartók, Helweg
- 1995: Percussion Transcriptions
- 1996: Goldrush
- 1998: Bach To The Future
- 2001: Episode II
- 2001: The Bongo Song
- 2003: Safri Duo 3.0
- 2008: Origins
- 2013: Dimitto (Let Go)
- 2010: Greatest Hits
- 2024: Lonely Days
- 2023: Cynical (MistaJam Remix)
- 2004: Safri Duo 3.5 - International Version
- 1994: Pa-Papegøje